# Johan Herman Isings
Johan Herman Isings of Johan Herman Isings Jr. (Amsterdam, 31 juli 1884 - Soest, 19 augustus 1977) was een Nederlandse tekenaar en illustrator.  Voor enige uitgeverijen werkte hij ook als boekbandontwerper.
Herman Isings was de zoon van Johan Herman Isings en Alida Timmerman. Op 18 februari 1909 trouwde hij met Clasina Elisabeth Maria van den Dungen (1884-1916). Hun drie kinderen stierven allen op jonge leeftijd. In deze periode raakte hij nauw bevriend met Cornelis Jetses, een collega illustrator die hem introduceerde bij Uitgeverij J.B. Wolters. Nadat zijn vrouw in 1916 overleed aan t.b.c. hertrouwde Isings met Elisabeth Helena Petronella Niesten (1881-1971), een dochter van schilder Pieter Johannes Niesten. Uit dit huwelijk werden drie kinderen geboren.
Isings is bekend geworden door zijn historische aquarellen waaronder 43 schoolplaten die hij maakte tussen 1910 en 1970 waarin hoogtepunten van de geschiedenis gedetailleerd zijn weergegeven. Daarnaast heeft hij ook enkele honderden boeken geïllustreerd, schoolboeken, kinderboeken, romans en bijbels voor kinderen en jonge mensen. Hij is de leermeester geweest van onder anderen de illustratoren Henk Poeder en E.J. Veenendaal. Isings wordt beschouwd als een van de belangrijkste historieschilders van Nederland.
Tot de schoolplaten die hij maakte voor Wolters-Noordhoff behoren onder andere De Noormannen voor Dorestad, De overwintering op Nova Zembla en De Rijksdag te Worms. Daarnaast heeft Isings illustraties verzorgd bij jeugdboeken van onder andere W.G. van de Hulst sr. en Willem de Mérode.
In 1974 werd een filmpje over hem gemaakt dat werd vertoond in het VPRO-televisieprogramma Het Gat van Nederland omdat zowel Jan Blokker als de eindredacteur Hans Keller en de maker Theo Uittenbogaard, gefascineerd waren door de pictorale kracht van zijn schoolplaten. In 1976 zond de EO een langer portret van hem uit dat onder meer een uitgebreid interview door Jan A. Niemeijer bevatte.
Isings woonde vrijwel zijn gehele leven in huis d' Opgang, daarna bewoond door zijn dochter Ina Isings.